# Міста Федеративних Штатів Мікронезії
Міста Мікронезії.

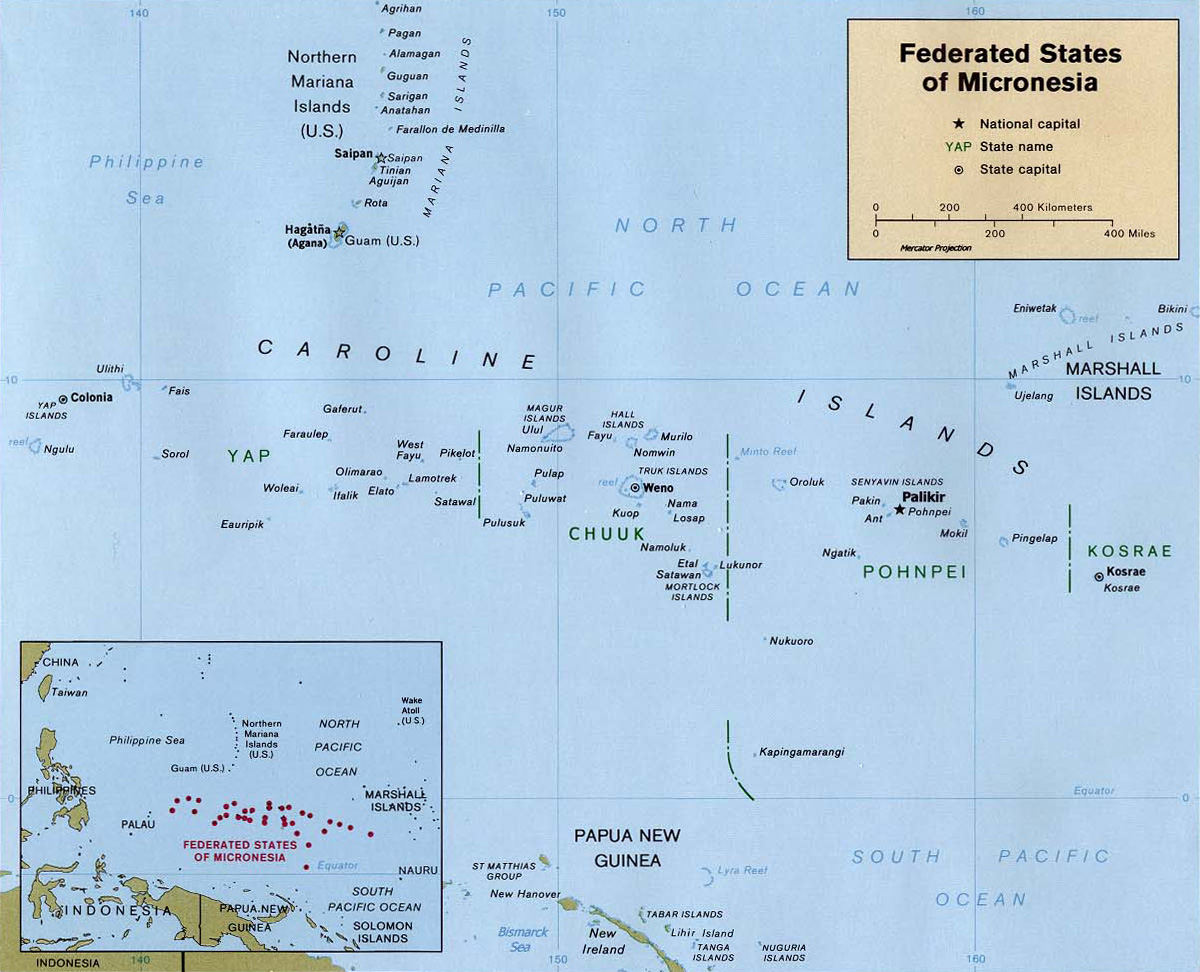
Мапа Федеративних Штатів Мікронезії

У Мікронезії налічується понад 30 міст із населенням понад 1 тисячі мешканців. 1 місто має населення понад 10 тисяч, 5 міст - від 5 до 10 тисяч, 4 міста - менше 5 тисяч.
Нижче перелічено 10 найбільших міст із населенням понад 3 тисячі мешканців.
| Назва      | Населення (2012) |
| ---------- | ---------------- |
| Вено       | 12 935           |
| Палікір    | 7 747            |
| Кітті      | 7 743            |
| Нетт       | 6 375            |
| Мадоленімв | 6 293            |
| Тол        | 5 654            |
| Колонія    | 4 396            |
| Фефен      | 4 024            |
| Тоноас     | 3 762            |
| Колонія    | 3 126            |